# Грекович, Владислав Александрович
Владислав Александрович Грекович (бел. Уладзіслаў Аляксандравіч Граковіч; род. 1 июня 2005, Минск) — белорусский футболист, защитник клуба «Минск».

## Карьера
Воспитанник футбольного клуба «Минск». В июле 2022 года был переведён из юношеской команды в дублирующий состав и сразу стал подтягиваться к играм с основной командой. Дебютировал за клуб 7 августа 2022 года в матче против минского «Динамо», выйдя на замену на 83 минуте вместо Алексы Матича. На протяжении сезона футболист продолжал выступать с основной командой клуба, однако оставался на скамейке запасных, проведя всего лишь 2 матча в чемпионате.
В январе 2023 года футболист вместе с клубом стал готовиться к новому сезону. Первый матч в новом сезоне футболист сыграл 21 июля 2023 года в рамках Кубка Беларуси против «Молодечно-2018». Первый матч в чемпионате сыграл 4 августа 2023 года  против мозырской «Славии», выйдя на поле в стартовом составе. Затем футболист смог закрепиться в основной команде клуба, став одним из ключевых игроков. По итогу сезона вместе с клубом завершил чемпионат на итоговом девятом месте.
В сезоне 2024 года провел за «Минск» 19 матчей в высшей лиге, обычно выходя в стартовом составе. 

## Международная карьера
В августе 2021 года был вызван в юношескую сборную Беларуси до 17 лет. В октябре 2021 года вместе со сборной отправился на квалификационные матчи юношеского чемпионата Европы. В ноябре 2022 года дебютировал за сборную Беларуси до 18 лет против сверстников из России. В июне 2023 года дебютировал за юношескую сборную Беларуси до 19 лет в товарищеском матче против Грузии. В марте 2024 года футболист получил вызов в молодёжную сборную Беларуси.